# Orthotrichia eurhinata
Orthotrichia eurhinata är en nattsländeart som beskrevs av Wells 1985. Orthotrichia eurhinata ingår i släktet Orthotrichia och familjen smånattsländor. Inga underarter finns listade i Catalogue of Life.